# Il palloncino bianco
Il palloncino bianco è un film del 1995 diretto dal regista iraniano Jafar Panahi.
Presentato nella Quinzaine des Réalisateurs al 48º Festival di Cannes, ha vinto la Caméra d'or per la migliore opera prima.

## Trama
Una bambina di Teheran esce di casa per comprare un pesciolino rosso, ma lungo la strada perde l'unica banconota che aveva con sé.

## Riconoscimenti
- Caméra d'Or, Festival di Cannes 1995
- Gold Award, Tokyo International Film Festival, 1995
- Best International Film, Sudbury Cinéfest, 1995
- International Jury Award, São Paulo International Film Festival, 1995